# オスツィペック
オスツィペック(Oscypek)は、ポーランドのタトラ山脈で作られる羊乳のスモークチーズである。このチーズは、バッツァ(baca)と呼ばれる専門家によって作られるが、この言葉は、山脈の羊飼いを意味する言葉でもある。いくつかのヨーロッパの国では伝統的な祝日のチーズで、しばしばフライにしてクランベリージャムを添えて食べられる。

## 製法と種類
タトラ山脈のスロバキア側には、オシュティエポク(oštiepok)と呼ばれるよく似たチーズがあるが、材料の割合や製法、製品の性質に違いがある。オスツィペックは少なくとも60%の羊乳を用い、重量は60-80g、大きさは17-23cmである必要がある。羊が山の新鮮な草を食べる4月末から10月初めにのみ作ることができる。
オスツィペックは、塩味を付けた羊乳に、保護されたレシピに厳密に従って、牛乳やヤギ乳を混ぜたものを使って作る。未殺菌の羊乳から最初にカッテージチーズを作り、湯で洗って絞ることを繰り返す。その後、紡錘型に成形して模様を付け、塩水を満たした樽の中で一晩か二晩寝かし、専用の木小屋の屋根の近くで、最大14日間、熱い煙で保存処理される。

## 歴史
タトラ山脈でのチーズ製造への最初の言及は、15世紀に遡り、1416年のオホトニツァ村の文書にも記載されている。最初の記録されたレシピは、1748年のジヴィエツのものである。また、レディコウカという小型のものもあり、「オスツィペックの妹」として知られている。
2008年2月14日から、欧州連合の保護原産地呼称の対象となった。